# Гродненська ГЕС
Гродненська ГЕС — гідроелектростанція в Білорусі неподалік від Гродно на річці Німан.
Введена в дію у вересні 2012 року.
Тип станції — руслова.
Напір — 7,0 метрів.
Встановлена потужність — 17 МВт. Має п'ять генераторів, кожен з яких здатен працювати з потужністю в 3,4 МВт. Потужність генераторів задається в залежності від рівня води і коливається протягом року.
Характерною особливістю гідровузла Гродненської ГЕС є те, що при його експлуатації практично повністю зберігається видатковий режим річки, оскільки станція працює тільки на побутовому стоці (без регулювання витрати води в річці) з постійним рівнем води у водосховищі.
Роботу станції забезпечують 16 чоловік.
Вартість будівництва оцінюється в $ 118 400 000. Зведення гідроелектростанції велося в рамках державної програми інноваційного розвитку Білорусі на 2011—2015 роки.
У 2003 на засіданні Президії Ради Міністрів Республіки Білорусь було прийнято рішення про будівництво Гродненської ГЕС.
Будівництво ГЕС почалося в травні 2008.
Постачальник основного гідроенергетичного обладнання (турбіни, генератори, мультиплекси, системи управління) — чеська компанія Mavel.

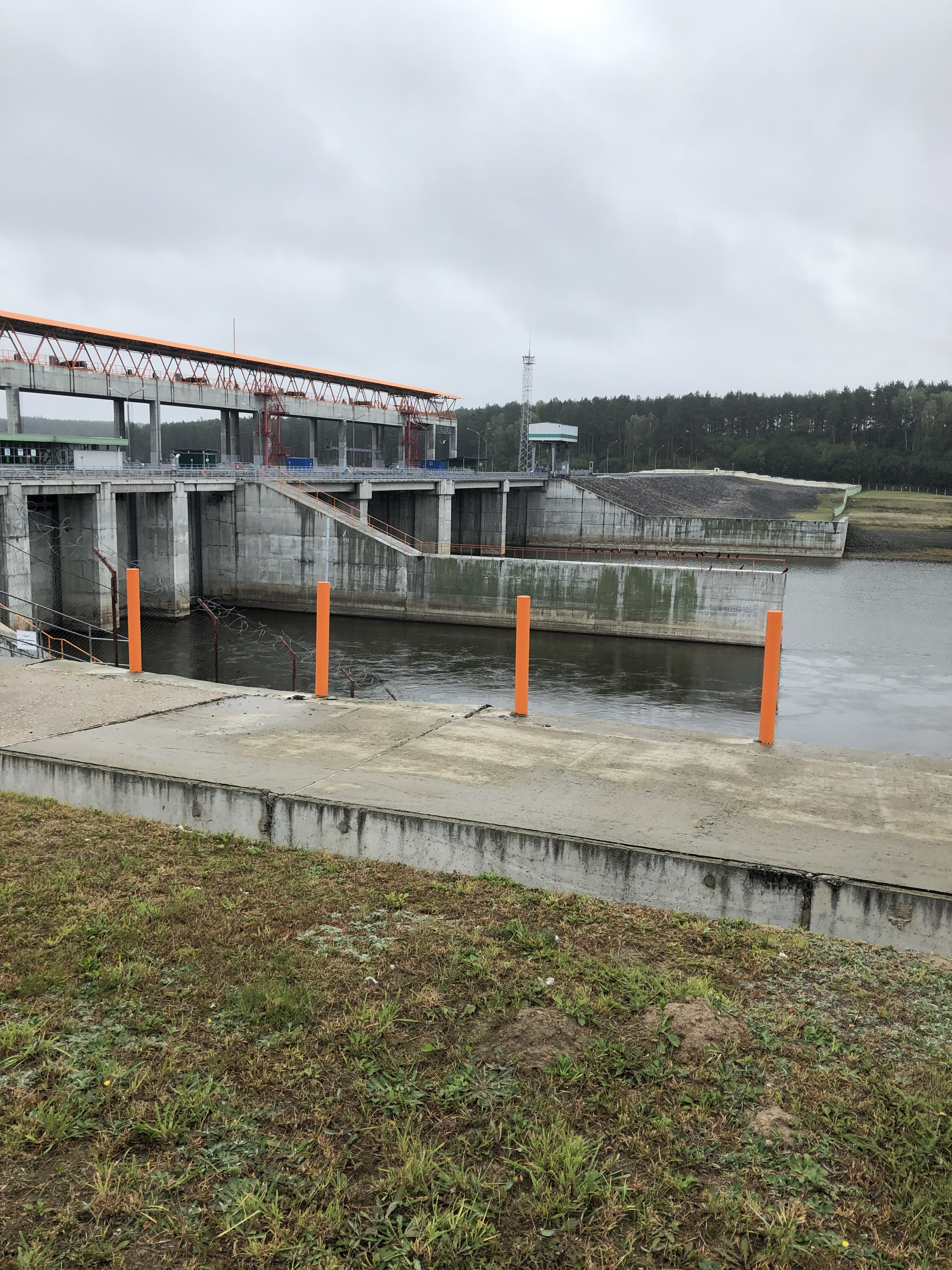
ГЕС у 2019 році